# Increment
Het increment is datgene wat aan iets wordt toegevoegd, waardoor het in grootte toeneemt. Het afgeleide bijvoeglijke naamwoord is incrementeel. Het tegenovergestelde van een increment is een decrement. Het meest kenmerkend aan een incrementele verandering is dat deze geen "revolutionaire" omwenteling is, maar een kleine toevoeging aan iets dat er al was.

## Voorbeelden
- Een incrementele back-up is een toevoeging aan een bestaande back-up, waarbij onderdelen in/aan/van het origineel worden toegevoegd, gewijzigd of verwijderd.
- Een incrementele boekhouding is als een zogenaamde kruideniersrekening en staat tegenover dubbel boekhouden. Het gevaar is dat gemaakte fouten laat worden herkend, men spreekt dan van incrementalisme.
- De luchtband was een incrementele verandering ten opzichte van het wiel.
- Een incrementeel salaris kan binnen een bepaalde termijn (bijvoorbeeld een jaar) met steeds dezelfde hoeveelheid toenemen, of het increment kan op procentuele basis zijn berekend.
- Ook bij het programmeren wordt voortdurend gebruikgemaakt van incrementele veranderingen, doordat er steeds wordt voortgebouwd op de syntaxis van eerder gebruikte programmeertalen zoals C, C++ en Java (bij JavaScript).
- Sommige programmeertalen, zoals C, C++ en Java, hebben ++-operatoren voor het incrementeren van variabelen, waarmee bedoeld worden dat ze de waarde van de variabele met één ophogen. Een voorbeeld in C:

```
 #include <stdio.h>   

 int main(int argc, char *argv[]) {     
  int i = 0;     
  printf("%d\n", ++i);  /*  pre-increment: levert de waarde  na  ophogen */     
  printf("%d\n", i++);  /* post-increment: levert de waarde voor ophogen */     
  printf("%d\n", i); 
 } 

```

De output van deze code is:
```
 1
 1
 2

```